# 大空かのん
大空 かのん（おおぞら かのん、1988年3月21日 - ）は、愛知県出身の元AV女優。身長:152cm。スリーサイズ：B95(H)・W58・H83。血液型:A型。プライムエージェンシーに所属していた。

## 略歴・人物
95cm・Hカップの巨乳の持ち主で、2008年よりイメージビデオなどに出演。
2009年10月に新人×ギリモザ AV了解でAVデビュー。
2010年1月22日に後楽園ホールで行われたエスワン5周年を記念した全日本プロレスのコラボレーション企画に、月見栞らと出場した。
2011年10月5日に引退。

## 出演作品

### イメージビデオ
2008年
- 発掘美少女 09（7月25日、バグース【BAGUS】）
- 尻有 No.003（9月4日、グラマラスキャンディ）

2009年
- ゲキ着!IDOL（2月5日、グラマラスキャンディ）
- ギリグラ!! 桃色領域（3月12日、バグース【BAGUS】）
- 『全裸無理』（5月1日、未満）
- 『全裸無理2』（6月1日、未満）

### アダルトビデオ
2009年
- 新人×ギリモザ AV了解（10月19日、S1）[1]
- 学校でセックスしよっ♥（11月19日、S1）[1]
- かのんのセックスじっくり見せてあげる（12月19日、S1）[1]

2010年
- エスワンTV THE芸能界 ヤリすぎ生放送!（1月7日［DVD］/2月1日［Blu-ray］、S1）共演:吉沢明歩、佳山三花、麻美ゆま、月見栞、桜ここみ、桐原エリカ、藤浦めぐ、戸田アイラ[1]
- 20コスチュームでパコパコ!（1月19日、S1）[1]
- ものすごい顔射（2月19日、S1）[1]
- ボクの妻が浮気しちゃった!（3月19日、S1）[1]
- 悶え狂う淫らなカラダ（4月19日、S1）[1]
- 悲劇の女子高生 －狙われた爆乳－（5月19日、S1）[1]
- ベロ舐めご奉仕アイドル（6月7日、S1）[1]
- 束縛セックス 愛した相手はダメ男（7月19日、S1）[1]
- レズ解禁（8月19日、S1）共演:桜ここみ[1]
- 緊急出動マジックミラー号がイク!! 美乳!巨乳!爆乳!極上おっぱい逆ナンパ 出張でかパイ性感エステで大量17発射!!!（9月23日、SODクリエイト）共演:水城奈緒、モカ
- 驚くほどデカくなる!? 巨乳訪問回春マッサージ（10月5日、NON）
- 援交 転校生 かのん（10月8日、アップス）
- 責め続け快楽漬け（10月15日、ワープエンタテインメント）
- 触手に溺れて― 新人ナースの受難（11月7日、アタッカーズ）[5]
- 1年B組ボディコン先生（11月15日、NON）
- バーチャル3D（12月15日、ネクストイレブン）共演:佐伯奈々
- 妻美喰い（12月24日、オルスタックピクチャーズ）

2011年
- 癒しのおっぱい先生（1月15日、ワンズファクトリー）
- 童貞プロデュース 憧れの大空かのんとイク!爆乳筆おろし! 4（1月28日、チェリーズ）
- 《動くビニ本》 金閣G（3月13日、AROMA G-18）
- バーチャル3D 大空かのん×佐伯奈々（microSD）（4月28日、ネクスト）共演:佐伯奈々

## 電子書籍

### デジタル写真集
2008年
- 美少女画報 アイドルfile 『Gカップはいかが?』 大空かのん Vol.01 （8月14日、pad inc.,）
- デジタルアイドルスタジオ （3月28日、デジタルアイドルスタジオ）
- エロエロ! 『早くしようよ?』 大空かのん Vol.02 （9月3日、pad inc.,）
- ギリエロEX 『あぶない白水着』 大空かのんデジタル写真集 Vol.03 （10月23日、pad inc.,）
- 美少女画報 アイドルfile 『愛しの巨乳ちゃん』 大空かのんデジタル写真集 Vol.04 （11月27日、pad inc.,）

2009年
- デジタルアイドルスタジオ Vol.2 （3月28日、デジタルアイドルスタジオ）
- デジタルアイドルスタジオ Vol.3 （3月28日、デジタルアイドルスタジオ）
- ギリエロEX 『限界モード!』 大空かのんデジタル写真集 Vol.05 （6月4日、pad inc.,）
- ゲキ写! 大空かのんデジタル写真集 （7月2日、pad inc.,）
- エロエロ! 『どこが見たいの?』 Gカップ! 大空かのんデジタル写真集 （7月22日、pad inc.,）